# Mérigny
Mérigny é uma comuna francesa na região administrativa do Centro, no departamento Indre. Estende-se por uma área de 31,28 km². Em 2010 a comuna tinha 552 habitantes (densidade: 17,6 hab./km²).